# 十輪寺 (高砂市)
十輪寺（じゅうりんじ）は、兵庫県高砂市高砂町横町にある浄土宗西山禅林寺派の寺院。山号は宝瓶山。本尊は阿弥陀如来。法然上人二十五霊跡第三番。御詠歌は「生れてはまづ思い出ん故郷に ちぎりし友の深きまことを」。

## 歴史
伝承によれば、815年（弘仁6年）空海が唐から帰国した後に、「地蔵十輪経」に基づき、勅を奉じて、鎮護国家の祈祷書として、地蔵山十輪寺と号して作られた真言宗の寺院であった。しかし1207年（建永2年）法然が地元の民に教えを広めたことから、法然の弟子の信寂房が、法然を再興の祖として浄土宗の寺院になった。その後、法然が自賛した掛け軸「宝瓶の御影」が寄贈され以来、宝瓶山と山号を改めたが、正確な時点については諸説ある。
応仁の乱から戦国時代にかけては、十輪寺も大きな被害を受けたと考えられる。江戸時代初期には京都所司代を務めた板倉勝重の帰依を得、寺領を寄進されている。17世紀後半には宗派間の争いなどがあり再び荒廃したが、その後、第24世律空悦道により整備が行われたと伝えられている。墓地には漁師の八田治部太夫夫婦の墓石が残る。

## 境内
十輪寺の伽藍は、兵庫県指定文化財である本堂を中心に御影堂、大方丈、庫裏から構成される。
- 本堂 - 兵庫県指定文化財である本堂は、桁行24.9m、梁間19.2mの大規模な浄土宗本堂形式である。屋根は本瓦葺、二重棟寄棟造。
- 御影堂 - 法然上人の御影が祀られる。
- 大方丈 - 桁行13.9m、梁間13.8mの書院造で作られる。屋根は本瓦葺、入母屋造。
- 庫裏 - 桁行22.7m、梁間15.5mを持つ。屋根は本瓦葺、正面は切妻造、背面は入母屋造。
- 大玄関・小玄関
- 鎮守杜鞘堂
- 山門
- 小門
- 水屋
- 井戸屋形
- 鐘楼
- 墓地 - 高砂出身である江戸時代の実業家工楽松右衛門の墓があり、高砂産の竜山石をもちいて、松右衛門が考案した幅広の帆布を模している[4][5]。

## 文化財
重要文化財（国指定）
絹本著色五仏尊像 - 朝鮮時代（16世紀）
兵庫県指定重要文化財
- 絹本著色阿弥陀四尊来迎図 - 室町時代（15世紀）[8]
- 本堂 - 元禄10年（1697年）[9]

高砂市指定文化財
- 絹本著色不動明王二童子像 - 鎌倉時代（14世紀）[10]
- 山門 - 享保15年（1730年）建立[11]
- 庫裏 - 元禄10年（1697年）前後の頃
- 大玄関 - 正徳2年（1712年）~ 享保4年（1719年）[12]
- 小玄関 - 宝暦2年（1752年）~ 宝暦13年（1763年）[12]
- 法然上人像（宝瓶の御影） 附 法然上人像（宝瓶の御影）

## 行事
- 2月15日: 涅槃会
- 3月23日: 春彼岸会
- 8月15日: 盆施餓鬼会
- 9月23日: 秋彼岸会
- 12月31日: 除夜の鐘

上記に加え、毎月第1土曜日に「十輪寺の集い」がある。

## 交通
- 山陽電鉄高砂駅より
  - 南へ徒歩6分[13]
  - じょうとんバス 13系統「南本町」バス停下車後西へ徒歩すぐ

## ギャラリー

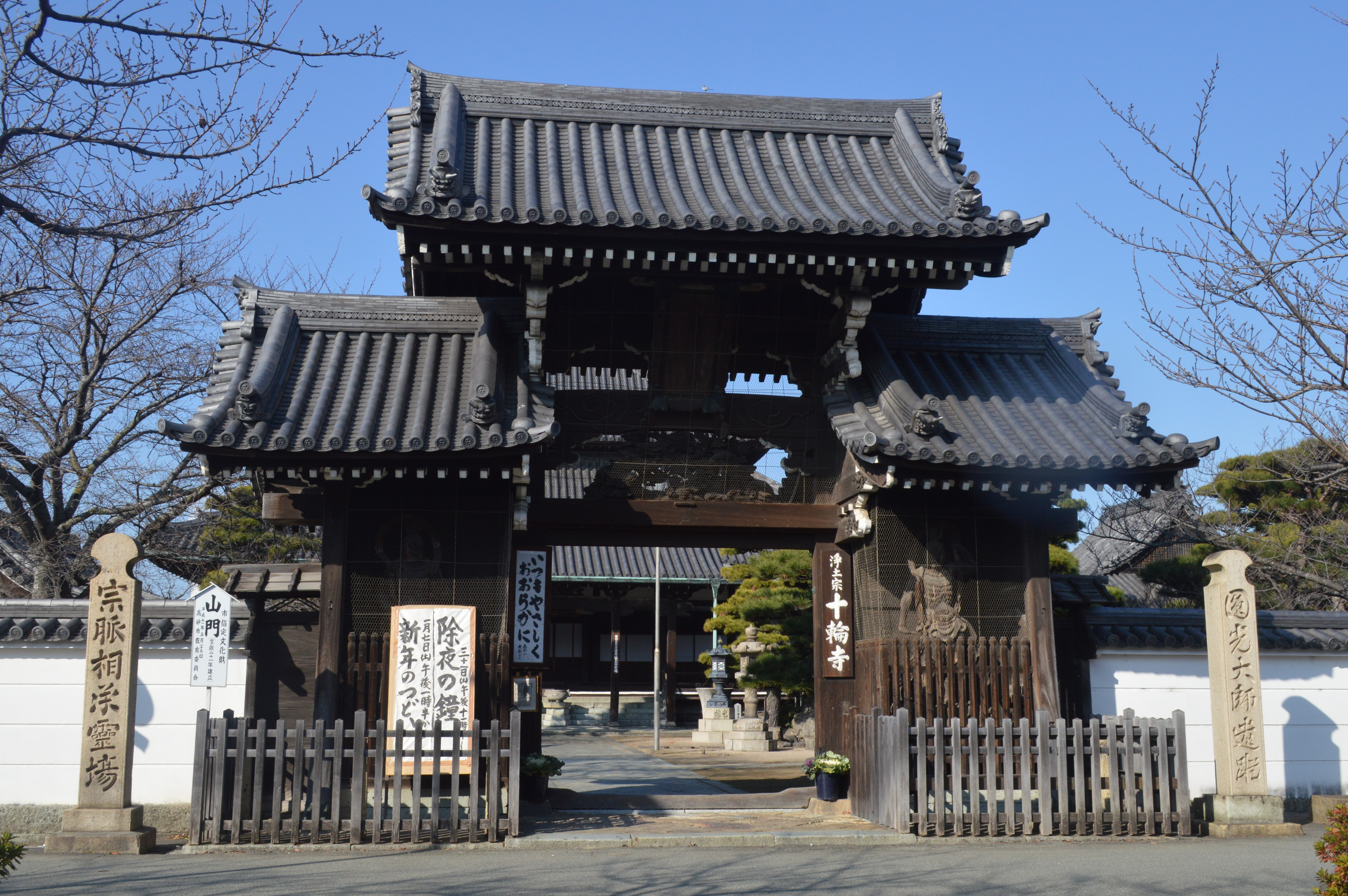
市指定文化財の山門
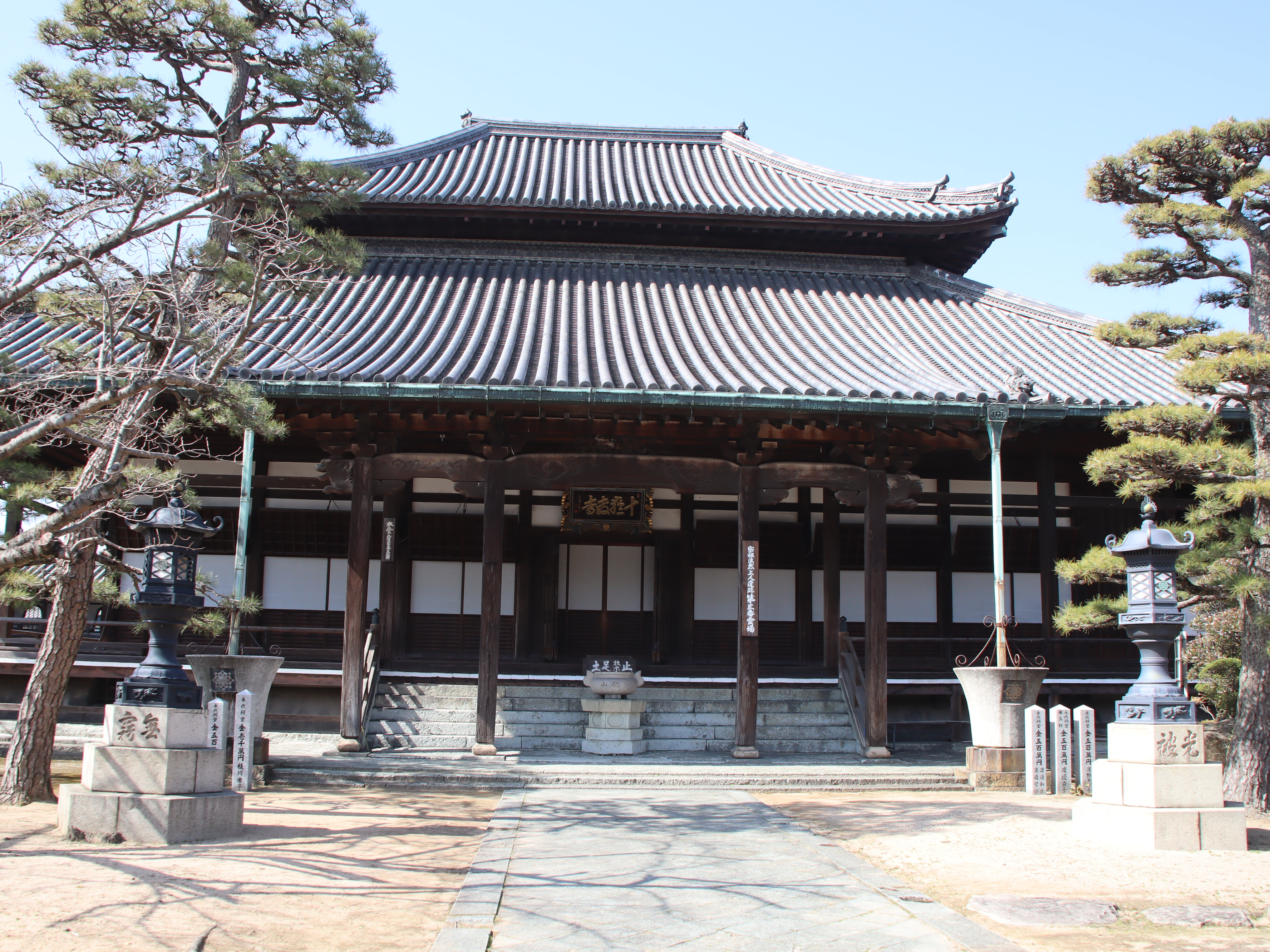
本堂
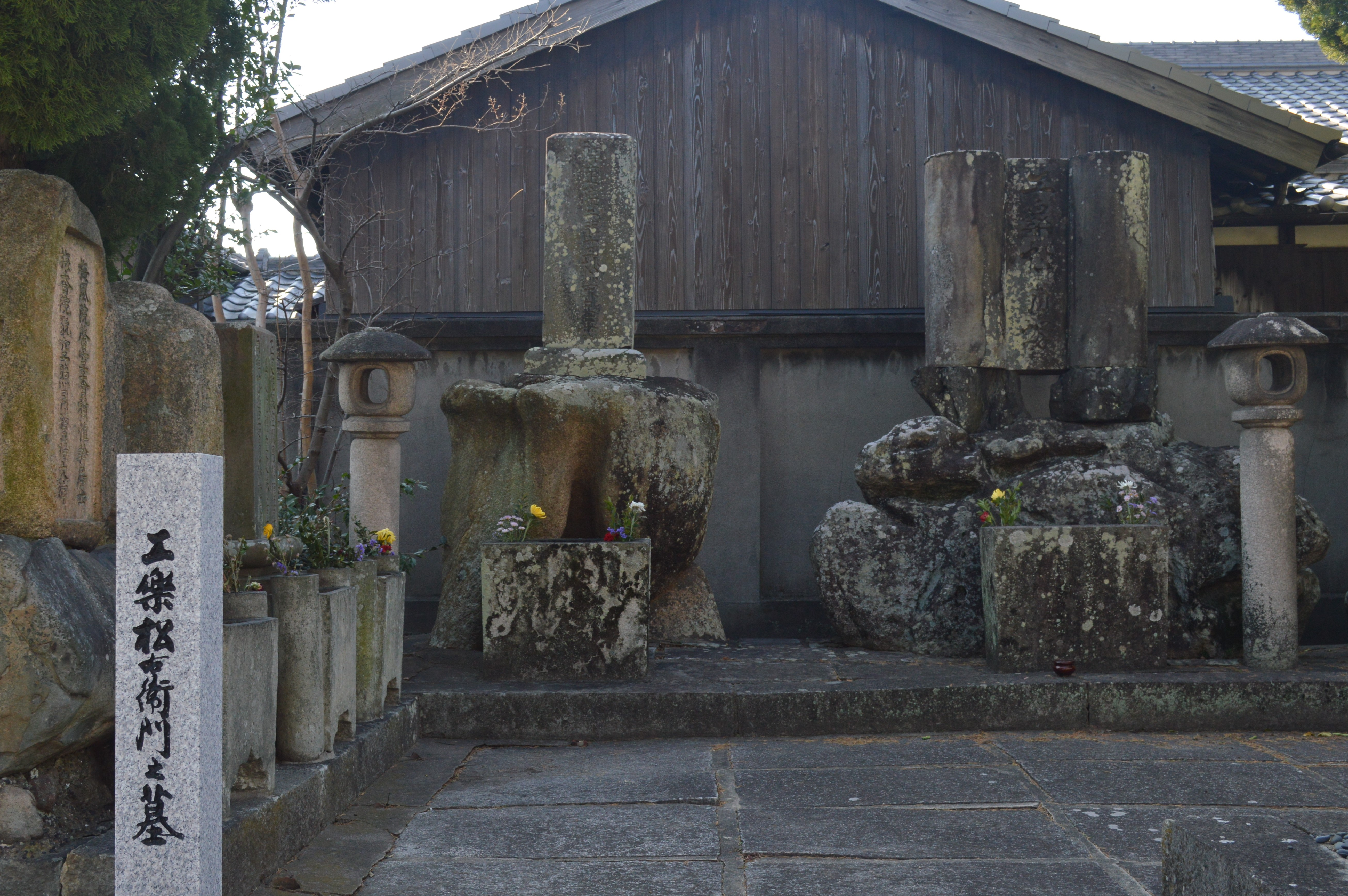
工楽松右衛門の墓